# Arusianus Messius
Arusianus Messius war ein spätantiker römischer Grammatiker, der im 4. Jahrhundert n. Chr. lebte.
Er stammte wohl aus gehobenen Verhältnissen und verfasste ein Werk namens Exempla elocutionum (Stilbeispiele), das den Konsuln des Jahres 395, Anicius Hermogenianus Olybrius und Anicius Probinus, gewidmet war. Die Schrift, die lange Zeit Marcus Cornelius Fronto zugeschrieben worden war, diente wohl als Hilfsmittel für den Rhetorikunterricht und wurde auch von Cassiodor benutzt. Sie ist von einiger Bedeutung, da sie zahlreiche alphabetisch geordnete Zitate enthält, darunter auch aus den Historien des Sallust, von denen nur Fragmente erhalten sind. 